# 腺花茅莓
腺花茅莓（学名：Rubus parvifolius var. adenochlamys）为蔷薇科悬钩子属下的一个变种。

## 扩展阅读
- 維基物種上的相關：腺花茅莓